# (30704) Фегей
(30704) Фегей (лат. Phegeus, др.-греч. Φηγεύς) — троянский астероид Юпитера, двигающийся в точке Лагранжа L5, в 60° позади планеты. Астероид был открыт 16 октября 1977 года голландскими астрономами К. Й. ван Хаутеном, И. ван Хаутен-Груневельд и Томом Герельсом в Паломарской обсерватории и назван в честь Фегея, одного из персонажей древнегреческой мифологии.

Орбита астероида Фегей и его положение в Солнечной системе